# Eutèlids
Els eutèlids (Euteliidae) són una família de lepidòpters ditrisis de la superfamília dels noctuoïdeus (Noctuoidea) que inclou 520 espècies.

## Gèneres
| - Anigraea Walker, 1862 - Anigraeopsis Warren, 1914 - Anuga Guenée, 1858 - Caligatus Wing, 1850 - Chlumetia Walker, 1866 - Erysthia Walker, 1862 - Eutelia Hübner, 1823 - Euteliella Roepke, 1938 - Marathyssa Walker, 1865 | - Mimanuga Warren, 1913 - Noctasota Clench, 1954 - Paectes Hübner, 1818 - Parelia Berio, 1957 - Pataeta Walker, 1858 - Penicillaria Guenée, 1852 - Phlegetonia Guenée, 1852 - Thyriodes Guenée, 1852 - Tibiocillaria Bethune-Baker, 1906 |